# 1365
Năm 1365 là một năm trong lịch Julius.

## Mất
- Minh Từ Hoàng thái phi, cung phi của vua Trần Minh Tông, mẹ của hai vua Trần Hiến Tông và Trần Nghệ Tông.